# Davide Mucelli
Davide Mucelli (Livorno, 19 november 1986) is een Italiaans wielrenner die in 2014 uitkwam voor Meridiana Kamen Team.

## Belangrijkste overwinningen
2013
Ronde van de Apennijnen